# Статті Конфедерації

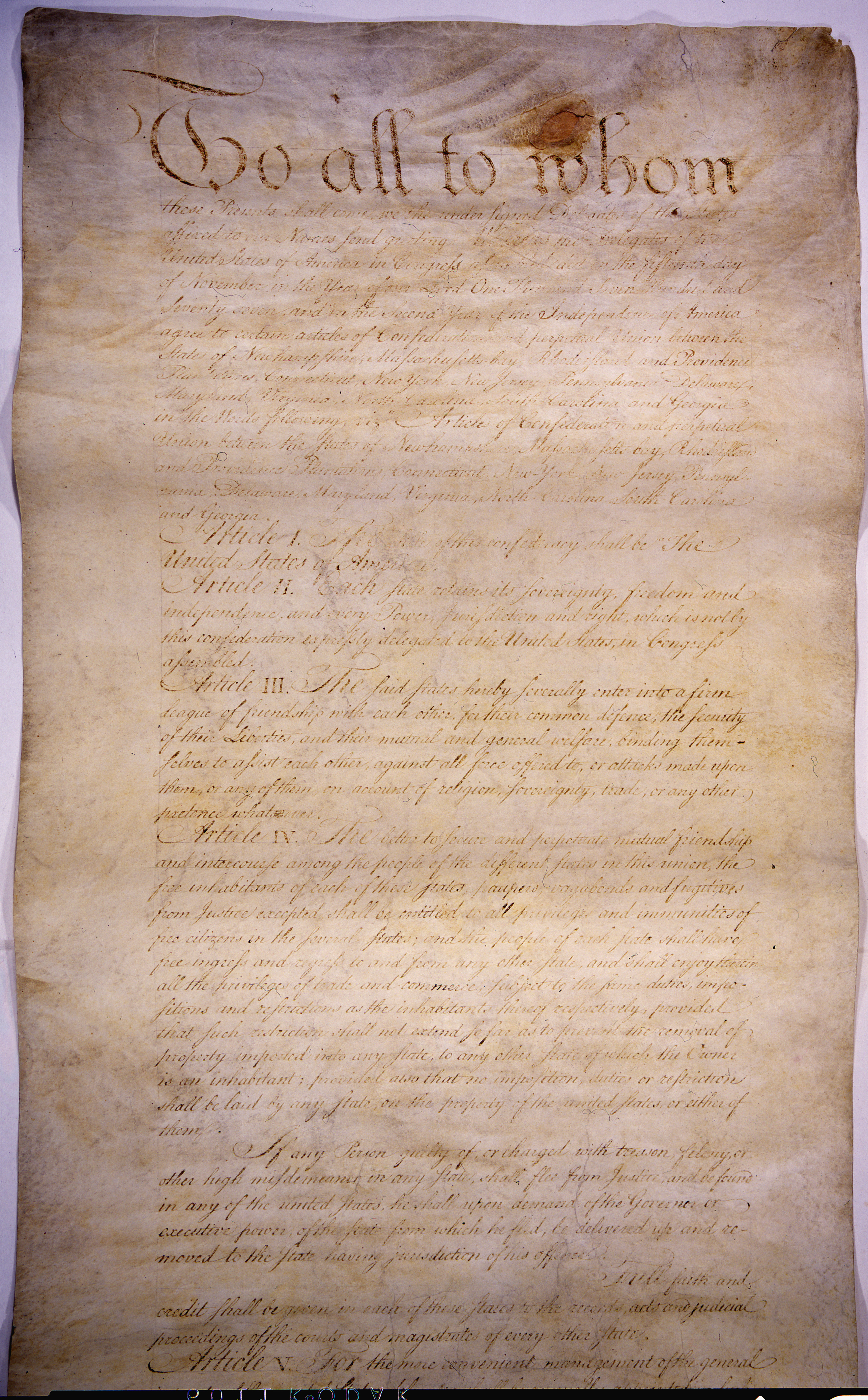
Перша сторінка Статей Конфедерації

Статті Конфедерації і вічного союзу (англ. Articles of Confederation and Perpetual Union) — перший конституційний документ США. Статті Конфедерації було ухвалено Другим Континентальним конгресом 15 листопада 1777 року в Йорку (Пенсільванія) і ратифіковано усіма тринадцятьма штатами (останнім це зробив Меріленд 1 березня 1781 р.). У Статтях Конфедерації було визначено органи влади Конфедерації та їхні повноваження. Згідно зі статтями, Конфедерація вирішувала питання війни і миру, дипломатії, західних територій, грошового обігу та державних позик, водночас інші питання залишалися за штатами.
Дуже скоро стало очевидно, що повноваження уряду Конфедерації були дуже обмеженими (зокрема, він не мав повноважень з оподаткування) і це послаблювало єдність нової держави. Іншим великим недоліком стало рівне представництво від штатів в Конгресі Конфедерації, що викликало невдоволення великих і густонаселених штатів. Критика Статей Конфедерації і необхідність «створення досконалішого Союзу» призвели до прийняття в 1787 році Конституції США, яка замінила Статті Конфедерації.

## Передісторія
Рух за незалежність північноамериканських колоній від Британської імперії почав набирати сили з середини XVIII століття. В 1775 р. почалася Війна за незалежність США, після чого стало очевидно, що досягти незалежності колонії зможуть, тільки об'єднавшись. Другий Континентальний конгрес, що відбувся в тому ж році, включав представників від дванадцяти з тринадцяти штатів (за винятком Джорджії) і був головним органом влади колоній протягом всієї війни (до створення Конгресу Конфедерації у 1781 році). Саме Другий Континентальний Конгрес прийняв Статті Конфедерації і виніс їх на ратифікацію.

## Структура
Статті Конфедерації були створені на п'яти сторінках і складаються з преамбули, тринадцяти статей і списку підписів.
1. Назва Конфедерації — «Сполучені Штати Америки».
2. Встановлюється суверенітет штатів і гарантуються їх повноваження в тій частині, в якій вони не передані Конфедерації.
3. Встановлюються цілі створення Конфедерація, штати зобов'язуються допомагати один одному.
4. Встановлюється свобода пересування громадян штатів по Конфедерації і обов'язок штатів екстрадіювати злочинців.
5. Принцип «один штат має один голос в Конгресі» та порядок призначення делегатів в Конгрес (делегатів визначають легіслатури штатів, одна особа не може бути делегатом понад три з кожних шести років).
6. Міжнародні відносини є виключною компетенцією Конфедерації, штатам забороняється мати власні збройні сили (за винятком ополчення) і військовий флот без дозволу Конгресу.
7. Порядок присвоєння військових звань під час війни (звання нижче полковника присвоюють легіслатури штатів).
8. Витрати Конфедерації оплачуються з зборів, встановлених легіслатурами штатів і розподілених по штатах пропорційно вартості землі в штатах.
9. Повноваження Конфедерації: оголошення війни, стандартизація мір і ваги (включаючи грошовий обіг), розгляд суперечок між штатами.
10. Комітет штатів — орган, що виконує обов'язки уряду в перервах між сесіями Конгресу.
11. Встановлюється порядок прийняття нового члена (Канада (сучасна провінція Квебек) приймається за замовчуванням, в інших випадках вимагається схвалення дев'яти штатів).
12. Підтвердження зобов'язань, узятих на себе Сполученими Штатами до затвердження Статей Конфедерації.
13. Порядок зміни Статей — зміни повинні бути схвалені всіма штатами.

## Оригінальний текст

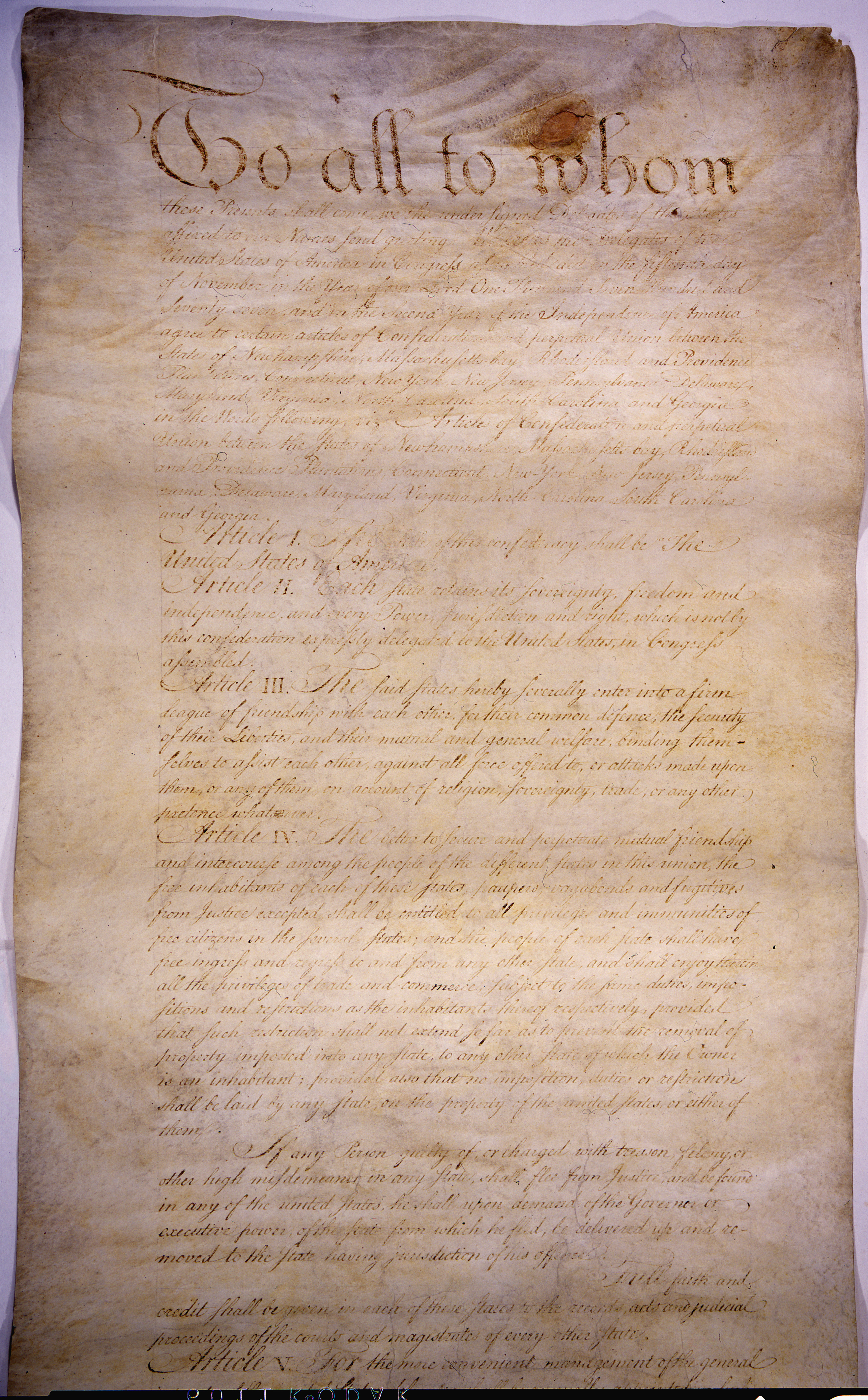
Сторінка 1
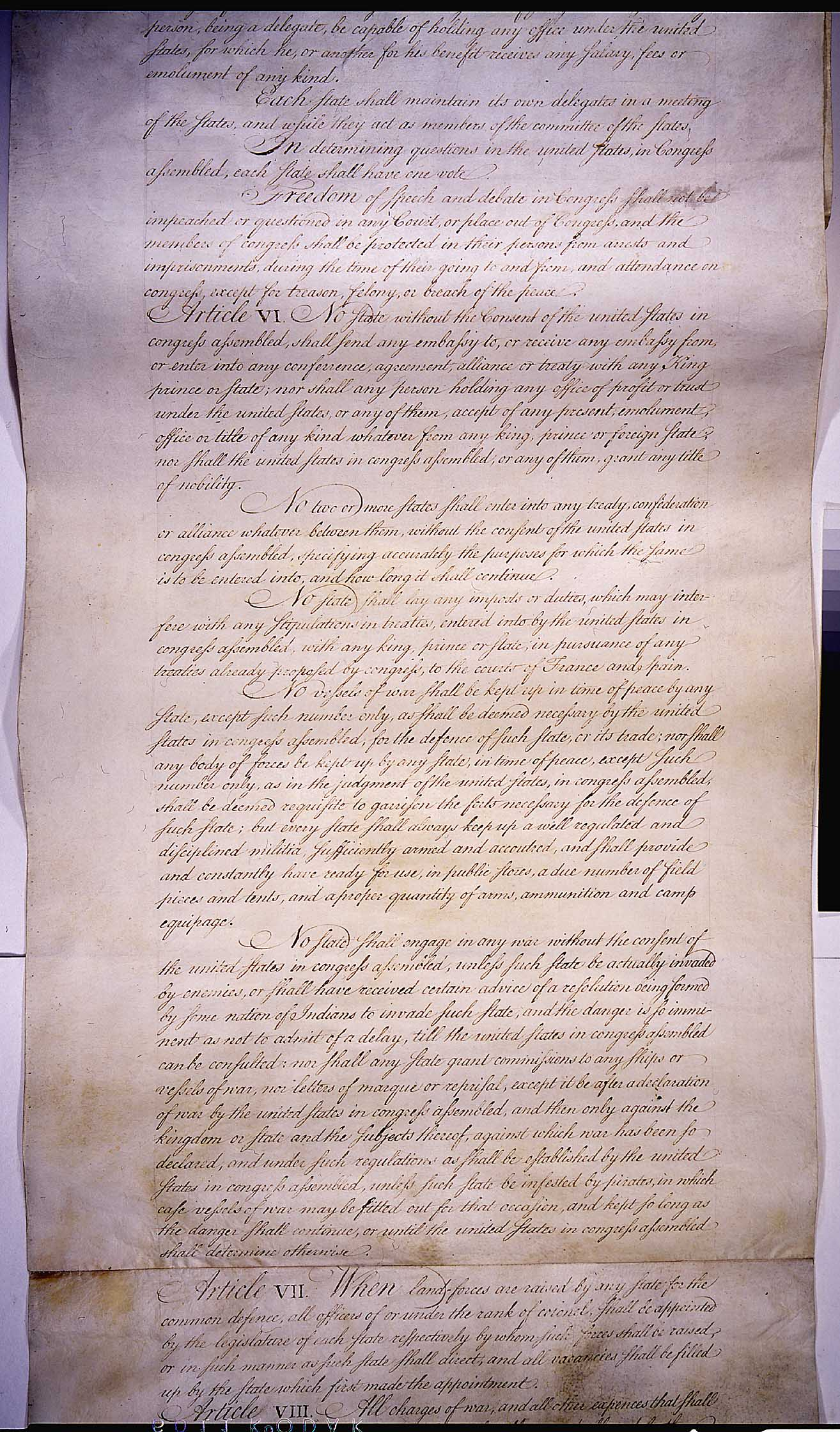
Сторінка 2
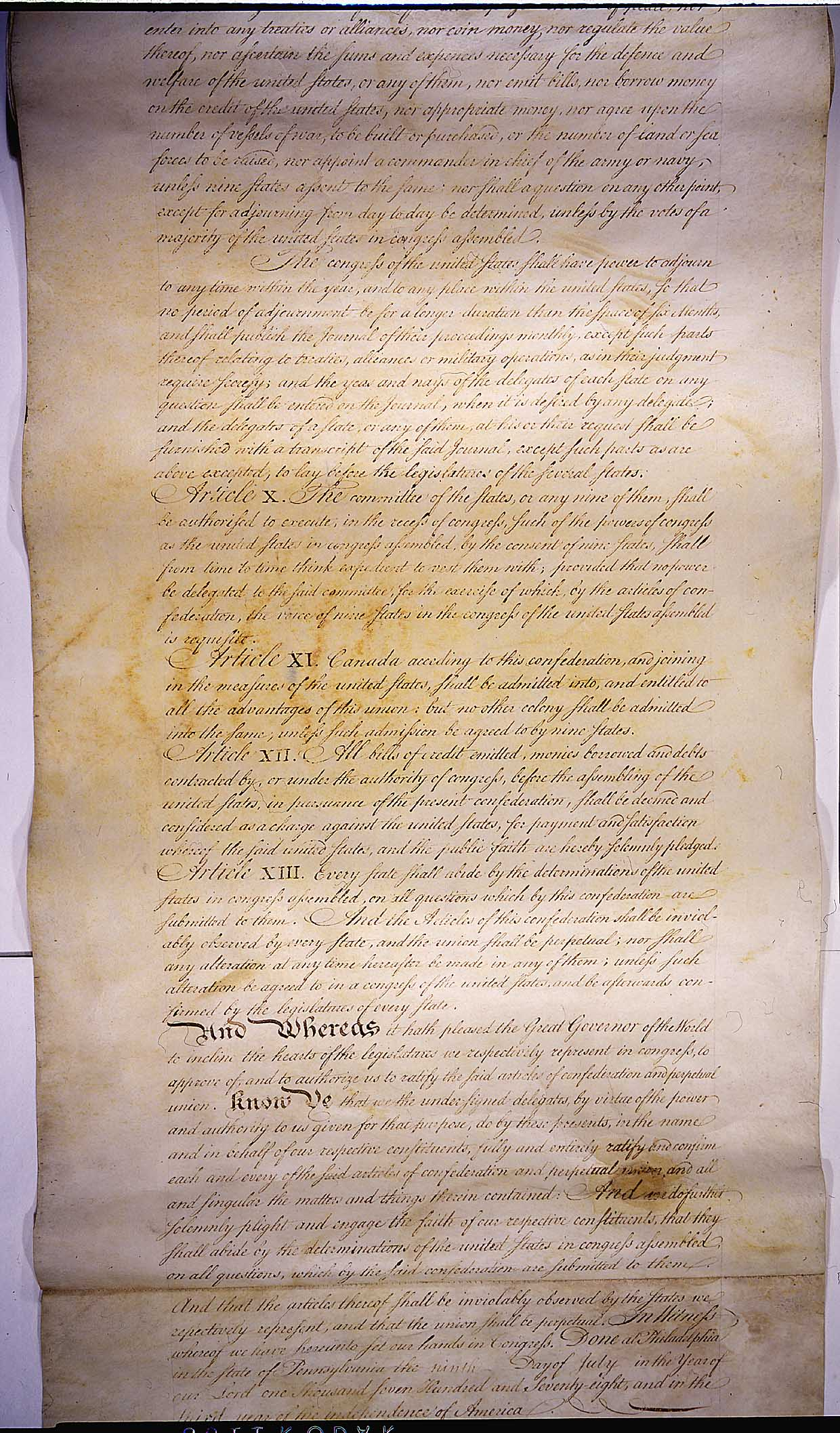
Сторінка 3
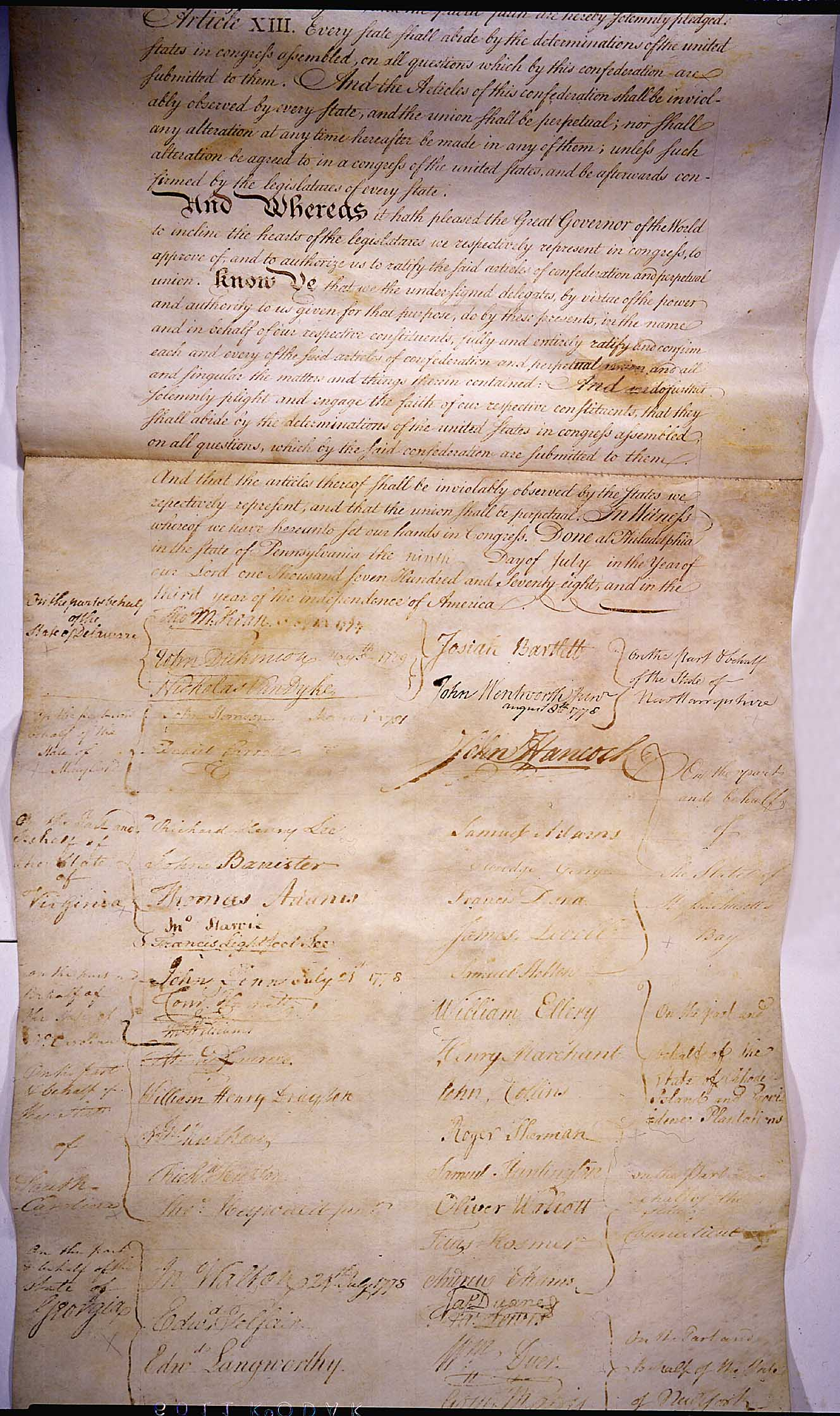
Сторінка 4
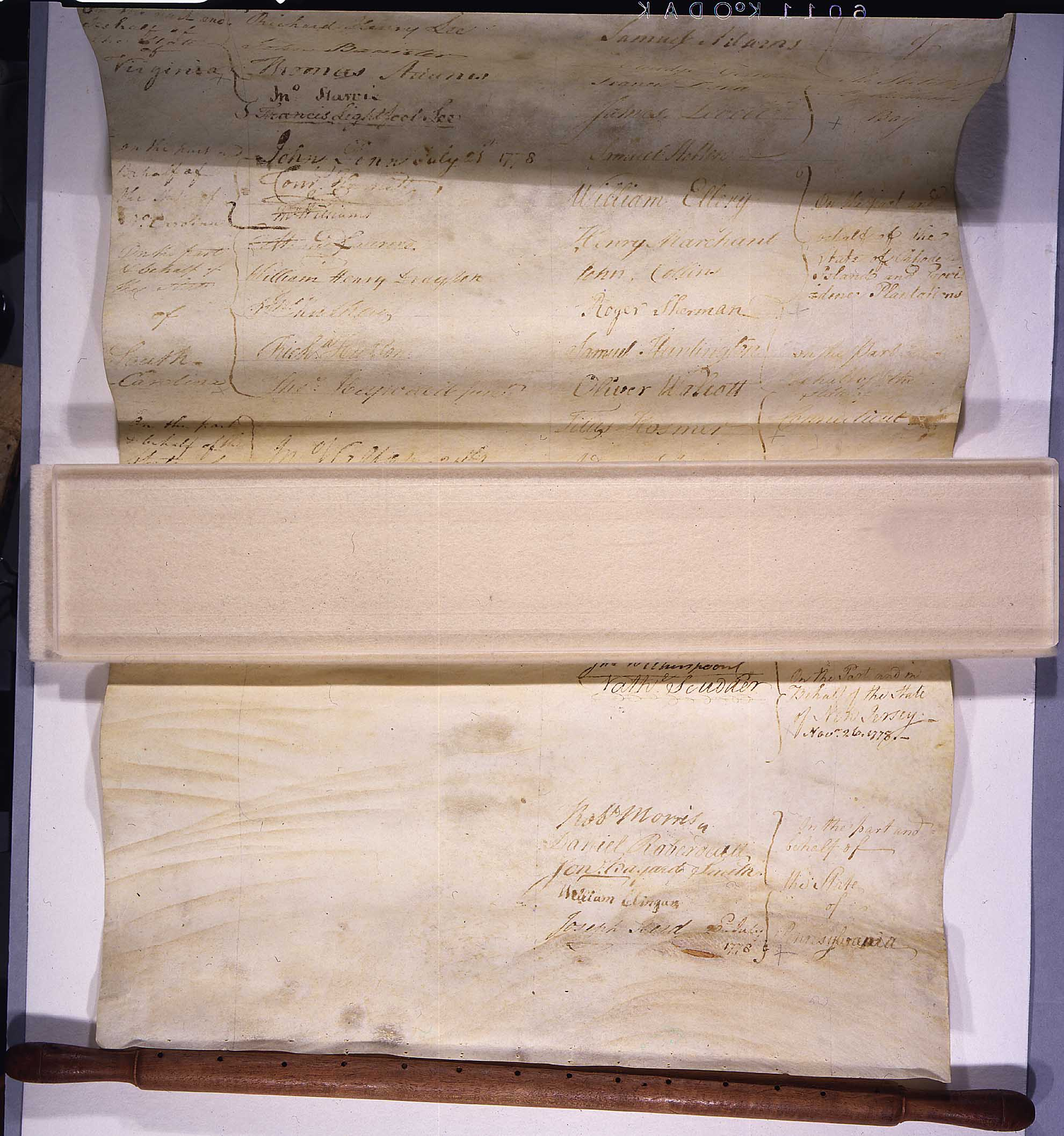
Сторінка 5